# Réserve naturelle provinciale Cabot Head
Pour les articles homonymes, voir Cabot.
La réserve naturelle provinciale Cabot Head (anglais : Cabot Head Provincial Nature Reserve) est une réserve naturelle de l'Ontario située sur l'escarpement du Niagara à l'est du parc national de la Péninsule-Bruce.  Une partie de la réserve superpose le parc national.
Cette réserve naturelle de 45 km2 protège un karst située à même l'escarpement.  Elle fait partie de la réserve de biosphère de l'Escarpement du Niagara et elle est administrée par Parcs Ontario.